# Marokkaans voetbalelftal (vrouwen)
Het Marokkaans vrouwenvoetbalelftal is een voetbalteam bestaand uit vrouwen dat uitkomt voor Marokko bij internationale wedstrijden en toernooien, zoals het Wereldkampioenschap voetbal vrouwen en de Afrika Cup.

## Historie
Wegens de terugtrekking van Kenia kwalificeerde Marokko zich voor het toernooi. Ze verloren de eerste groepswedstrijd van gastland Nigeria met 8-0. In de tweede wedstrijd trof Marokko Egypte die ze met 4-1 versloegen. Marokko ontmoette Congo-Brazzaville in de laatste groepswedstrijd, waarbij beide teams de kans hadden om zich met een overwinning te kwalificeren voor de halve finale. De wedstrijd eindigde in een 0-0 gelijkspel en ging Congo-Brazzaville door wegens een beter doelsaldo.
Twee jaar later kwalificeerde Marokko zich voor het Afrikaans kampioenschap in Zuid-Afrika met een totale overwinning van 6-1 op buurland Algerije. Het team verloor alle drie de groepswedstrijden en eindigden als laatste in de groep. In 2022 was Marokko gastland van het Afrikaans kampioenschap en verloor de finale met 1-2 tegen Zuid-Afrika.

## Wereldkampioenschap
| Jaar   | Resultaat           | Wed                 | W                   | G                   | V                   | DV                  | DT                  |                     |
| ------ | ------------------- | ------------------- | ------------------- | ------------------- | ------------------- | ------------------- | ------------------- | ------------------- |
| 1991   | Geen deelname       | Geen deelname       | Geen deelname       | Geen deelname       | Geen deelname       | Geen deelname       | Geen deelname       | Geen deelname       |
| 1995   | Geen deelname       | Geen deelname       | Geen deelname       | Geen deelname       | Geen deelname       | Geen deelname       | Geen deelname       | Geen deelname       |
| 1999   | Niet gekwalificeerd | Niet gekwalificeerd | Niet gekwalificeerd | Niet gekwalificeerd | Niet gekwalificeerd | Niet gekwalificeerd | Niet gekwalificeerd | Niet gekwalificeerd |
| 2003   | Niet gekwalificeerd | Niet gekwalificeerd | Niet gekwalificeerd | Niet gekwalificeerd | Niet gekwalificeerd | Niet gekwalificeerd | Niet gekwalificeerd | Niet gekwalificeerd |
| 2007   | Niet gekwalificeerd | Niet gekwalificeerd | Niet gekwalificeerd | Niet gekwalificeerd | Niet gekwalificeerd | Niet gekwalificeerd | Niet gekwalificeerd | Niet gekwalificeerd |
| 2011   | Niet gekwalificeerd | Niet gekwalificeerd | Niet gekwalificeerd | Niet gekwalificeerd | Niet gekwalificeerd | Niet gekwalificeerd | Niet gekwalificeerd | Niet gekwalificeerd |
| 2015   | Niet gekwalificeerd | Niet gekwalificeerd | Niet gekwalificeerd | Niet gekwalificeerd | Niet gekwalificeerd | Niet gekwalificeerd | Niet gekwalificeerd | Niet gekwalificeerd |
| 2019   | Niet gekwalificeerd | Niet gekwalificeerd | Niet gekwalificeerd | Niet gekwalificeerd | Niet gekwalificeerd | Niet gekwalificeerd | Niet gekwalificeerd | Niet gekwalificeerd |
| / 2023 | Achtste finale      | 4                   | 2                   | 0                   | 2                   | 2                   | 10                  |                     |
| Totaal | 1/9                 | 4                   | 2                   | 0                   | 2                   | 2                   | 10                  |                     |

## Afrika Cup
| Afrikaans kampioenschap voetbal vrouwen | Afrikaans kampioenschap voetbal vrouwen | Afrikaans kampioenschap voetbal vrouwen | Afrikaans kampioenschap voetbal vrouwen | Afrikaans kampioenschap voetbal vrouwen | Afrikaans kampioenschap voetbal vrouwen | Afrikaans kampioenschap voetbal vrouwen | Afrikaans kampioenschap voetbal vrouwen | Afrikaans kampioenschap voetbal vrouwen | Afrikaans kampioenschap voetbal vrouwen |
| Deelnames: 2 / 13                       | Deelnames: 2 / 13                       | Deelnames: 2 / 13                       | Deelnames: 2 / 13                       | Deelnames: 2 / 13                       | Deelnames: 2 / 13                       | Deelnames: 2 / 13                       | Deelnames: 2 / 13                       | Deelnames: 2 / 13                       |                                         |
| Jaar                                    | Romde                                   | Wed.                                    | W                                       | G                                       | V                                       | DV                                      | DT                                      | DS                                      |                                         |
| --------------------------------------- | --------------------------------------- | --------------------------------------- | --------------------------------------- | --------------------------------------- | --------------------------------------- | --------------------------------------- | --------------------------------------- | --------------------------------------- | --------------------------------------- |
| 1991                                    | Niet deelgenomen                        | Niet deelgenomen                        | Niet deelgenomen                        | Niet deelgenomen                        | Niet deelgenomen                        | Niet deelgenomen                        | Niet deelgenomen                        | Niet deelgenomen                        |                                         |
| 1995                                    | Niet deelgenomen                        | Niet deelgenomen                        | Niet deelgenomen                        | Niet deelgenomen                        | Niet deelgenomen                        | Niet deelgenomen                        | Niet deelgenomen                        | Niet deelgenomen                        |                                         |
| 1998                                    | Groepsfase                              | 3                                       | 1                                       | 1                                       | 1                                       | 4                                       | 9                                       | −5                                      |                                         |
| 2000                                    | Groepsfase                              | 3                                       | 0                                       | 0                                       | 3                                       | 1                                       | 13                                      | −12                                     |                                         |
| 2002                                    | Niet gekwalificeerd                     | Niet gekwalificeerd                     | Niet gekwalificeerd                     | Niet gekwalificeerd                     | Niet gekwalificeerd                     | Niet gekwalificeerd                     | Niet gekwalificeerd                     | Niet gekwalificeerd                     |                                         |
| 2004                                    | Niet deelgenomen                        | Niet deelgenomen                        | Niet deelgenomen                        | Niet deelgenomen                        | Niet deelgenomen                        | Niet deelgenomen                        | Niet deelgenomen                        | Niet deelgenomen                        |                                         |
| 2006                                    | Niet gekwalificeerd                     | Niet gekwalificeerd                     | Niet gekwalificeerd                     | Niet gekwalificeerd                     | Niet gekwalificeerd                     | Niet gekwalificeerd                     | Niet gekwalificeerd                     | Niet gekwalificeerd                     |                                         |
| 2008                                    | Niet gekwalificeerd                     | Niet gekwalificeerd                     | Niet gekwalificeerd                     | Niet gekwalificeerd                     | Niet gekwalificeerd                     | Niet gekwalificeerd                     | Niet gekwalificeerd                     | Niet gekwalificeerd                     |                                         |
| 2010                                    | Niet gekwalificeerd                     | Niet gekwalificeerd                     | Niet gekwalificeerd                     | Niet gekwalificeerd                     | Niet gekwalificeerd                     | Niet gekwalificeerd                     | Niet gekwalificeerd                     | Niet gekwalificeerd                     |                                         |
| 2012                                    | Niet gekwalificeerd                     | Niet gekwalificeerd                     | Niet gekwalificeerd                     | Niet gekwalificeerd                     | Niet gekwalificeerd                     | Niet gekwalificeerd                     | Niet gekwalificeerd                     | Niet gekwalificeerd                     |                                         |
| 2014                                    | Niet gekwalificeerd                     | Niet gekwalificeerd                     | Niet gekwalificeerd                     | Niet gekwalificeerd                     | Niet gekwalificeerd                     | Niet gekwalificeerd                     | Niet gekwalificeerd                     | Niet gekwalificeerd                     |                                         |
| 2016                                    | Niet gekwalificeerd                     | Niet gekwalificeerd                     | Niet gekwalificeerd                     | Niet gekwalificeerd                     | Niet gekwalificeerd                     | Niet gekwalificeerd                     | Niet gekwalificeerd                     | Niet gekwalificeerd                     |                                         |
| 2018                                    | Niet gekwalificeerd                     | Niet gekwalificeerd                     | Niet gekwalificeerd                     | Niet gekwalificeerd                     | Niet gekwalificeerd                     | Niet gekwalificeerd                     | Niet gekwalificeerd                     | Niet gekwalificeerd                     |                                         |
| 2022                                    | Runner-up                               | 6                                       | 4                                       | 1                                       | 1                                       | 9                                       | 5                                       | 4                                       |                                         |
| Totaal                                  | -                                       | 12                                      | 5                                       | 2                                       | 5                                       | 14                                      | 27                                      | -13                                     |                                         |